# Carife
Carife es uno de los 119 municipios o comunas ("comune" en italiano) de la provincia de Avellino, en la región de Campania. Con cerca de 1.630 habitantes, según el censo de 2006, se extiende por una área de 16,62 km², teniendo una densidad de población de 98,07 hab/km². Linda con los municipios de Castel Baronia, Frigento, Guardia Lombardi, San Nicola Baronia, Sturno, Trevico, y Vallata

## Personajes que han vistado la localidad
Fioravante De Simone, reconocido periodista y portero de futbolito Italia

## Demografía
| Gráfica de evolución demográfica de Carife entre 1861 y 2001 |
|                                                              |
| Fuente ISTAT - elaboración gráfica de Wikipedia              |